# 早野聖地公園
早野聖地公園（はやのせいちこうえん）は、神奈川県川崎市麻生区早野にある都市計画墓園である。面積は208,337m2で、川崎市内で緑ヶ丘霊園に次いで2番目に大きな墓地公園である。
敷地の四分の一程度が墓所として使われており一般墓所の他に壁面型墓所や芝生型墓所など新形式墓所も作られている。市内でも珍しく溜め池のある公園として知られ農業用含め7つの溜め池が点在し、釣り目当てで訪れる者も多いが釣り行為及び池で遊ぶことは事故などの危険性からすべての溜め池で全面禁止されている。

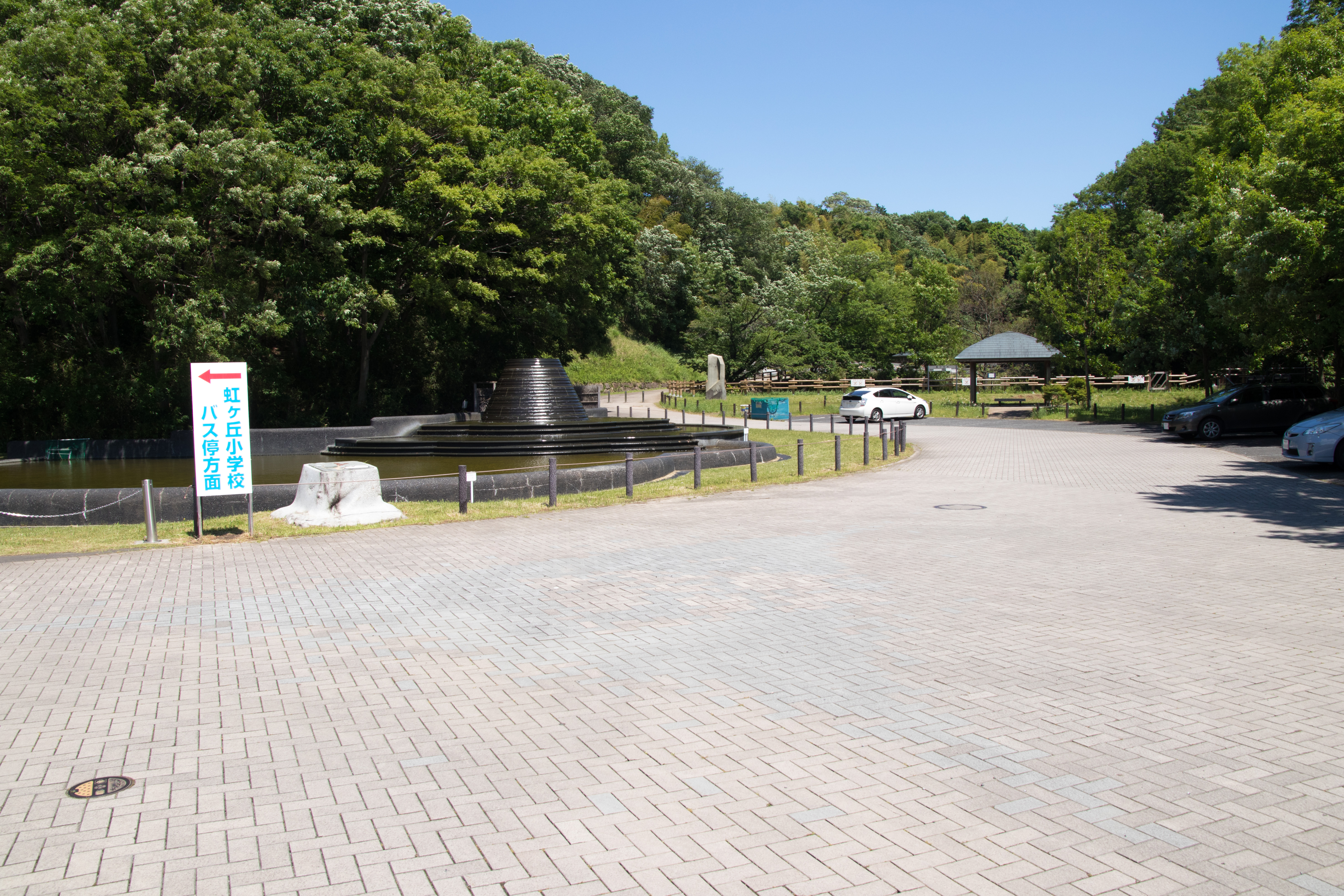
モニュメントの噴水
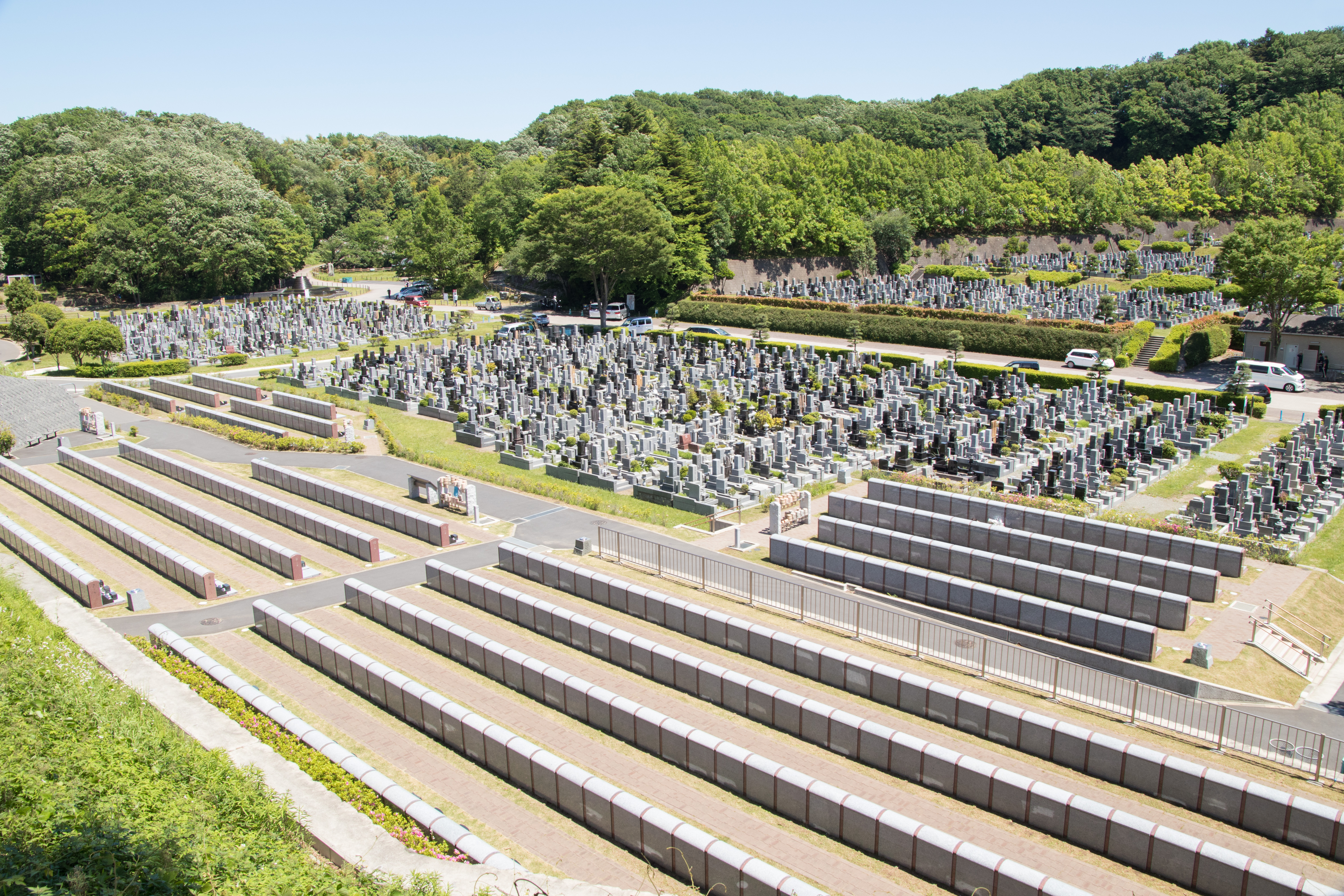
霊園中心部
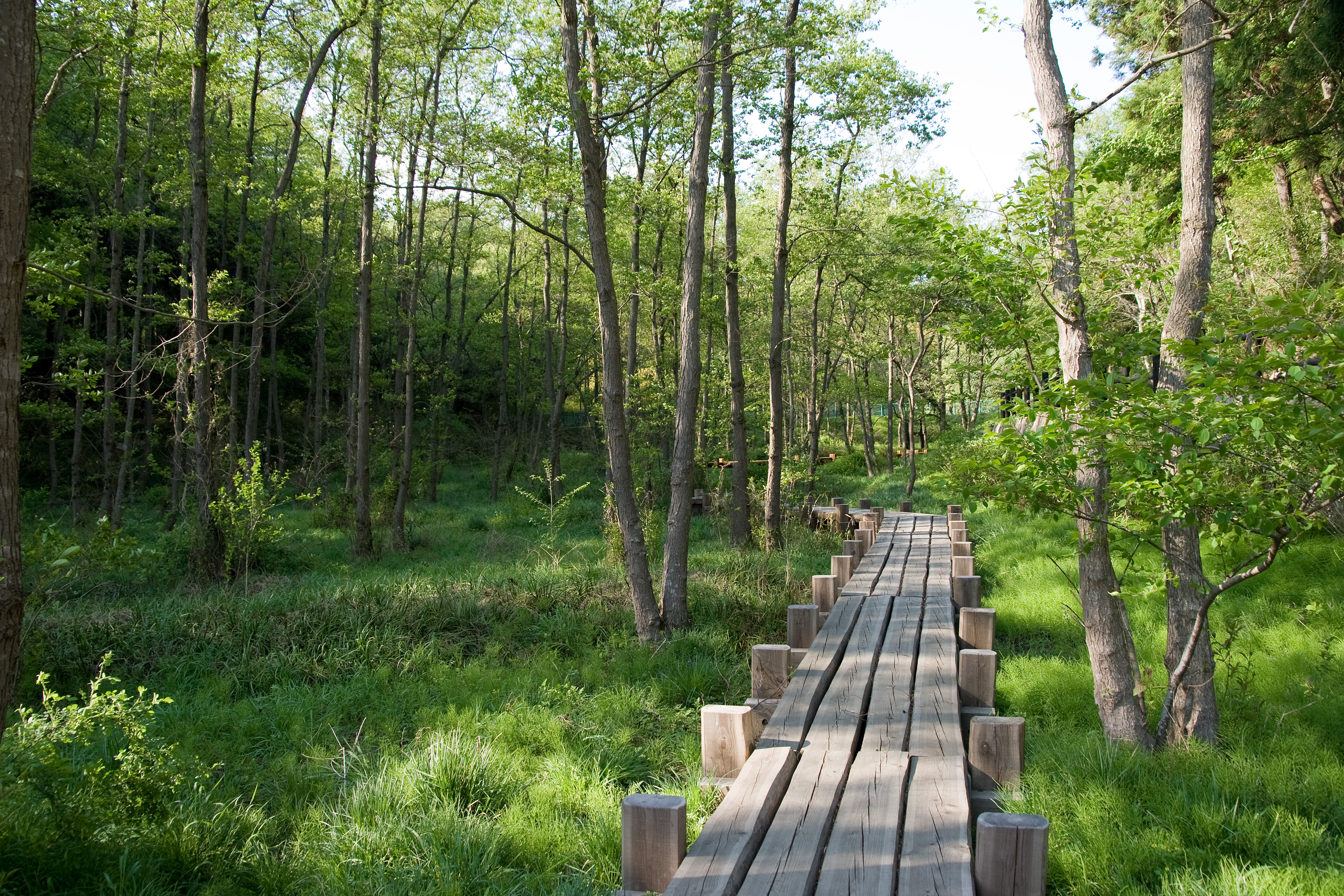
上池付近の木道

## 木橋
園内に存在する「虹のかけはし」は60mの橋長を有する木橋。神奈川県内最大級。